# 中洞駅 (釜山広域市)
中洞駅（チュンドンえき）は、大韓民国釜山広域市海雲台区にある釜山交通公社2号線の駅である。駅番号は202。

## 駅構造
相対式ホーム2面2線の地下駅。フルスクリーンタイプのホームドアが設置されている。

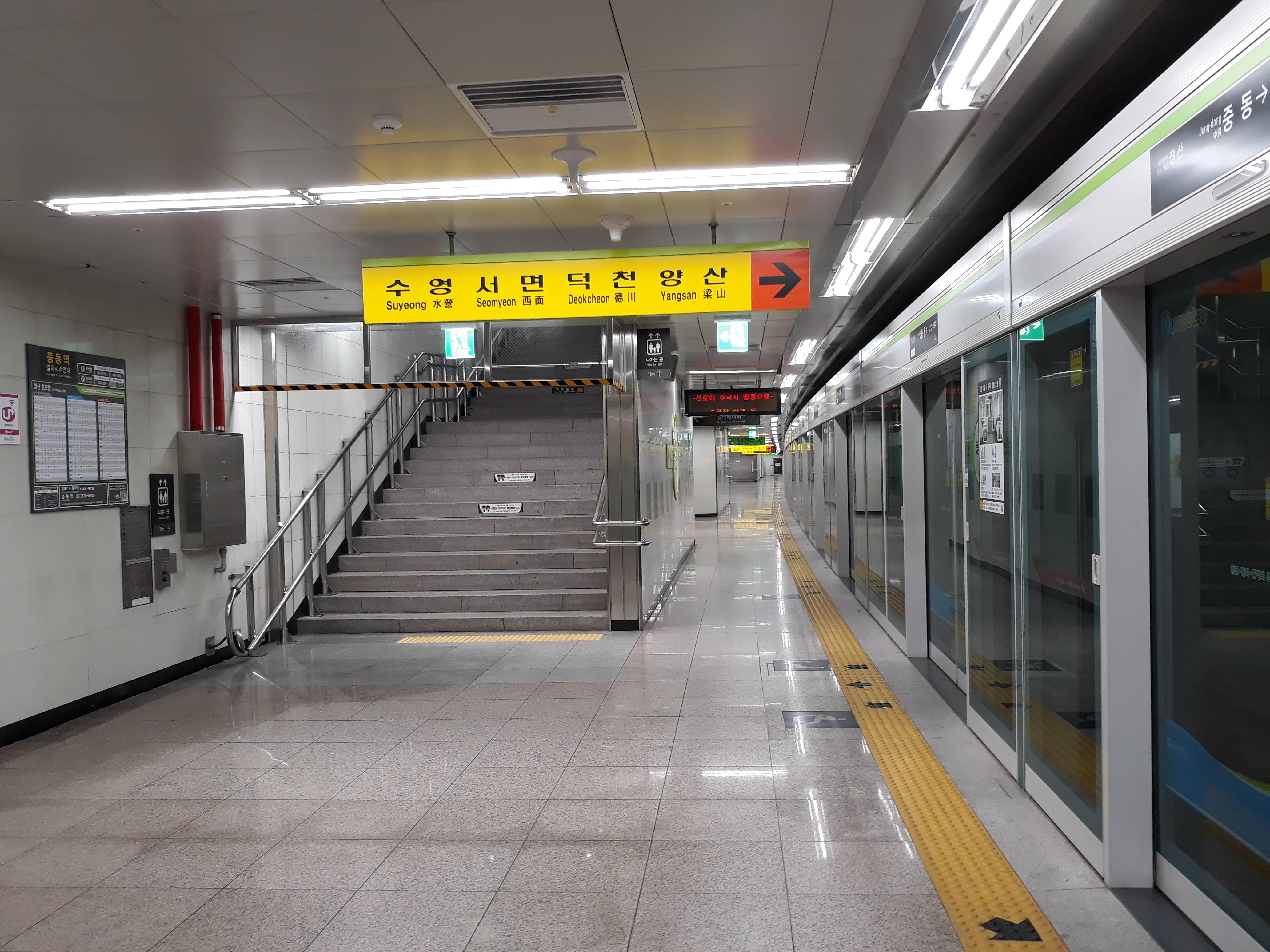
下りホーム（2018年3月）
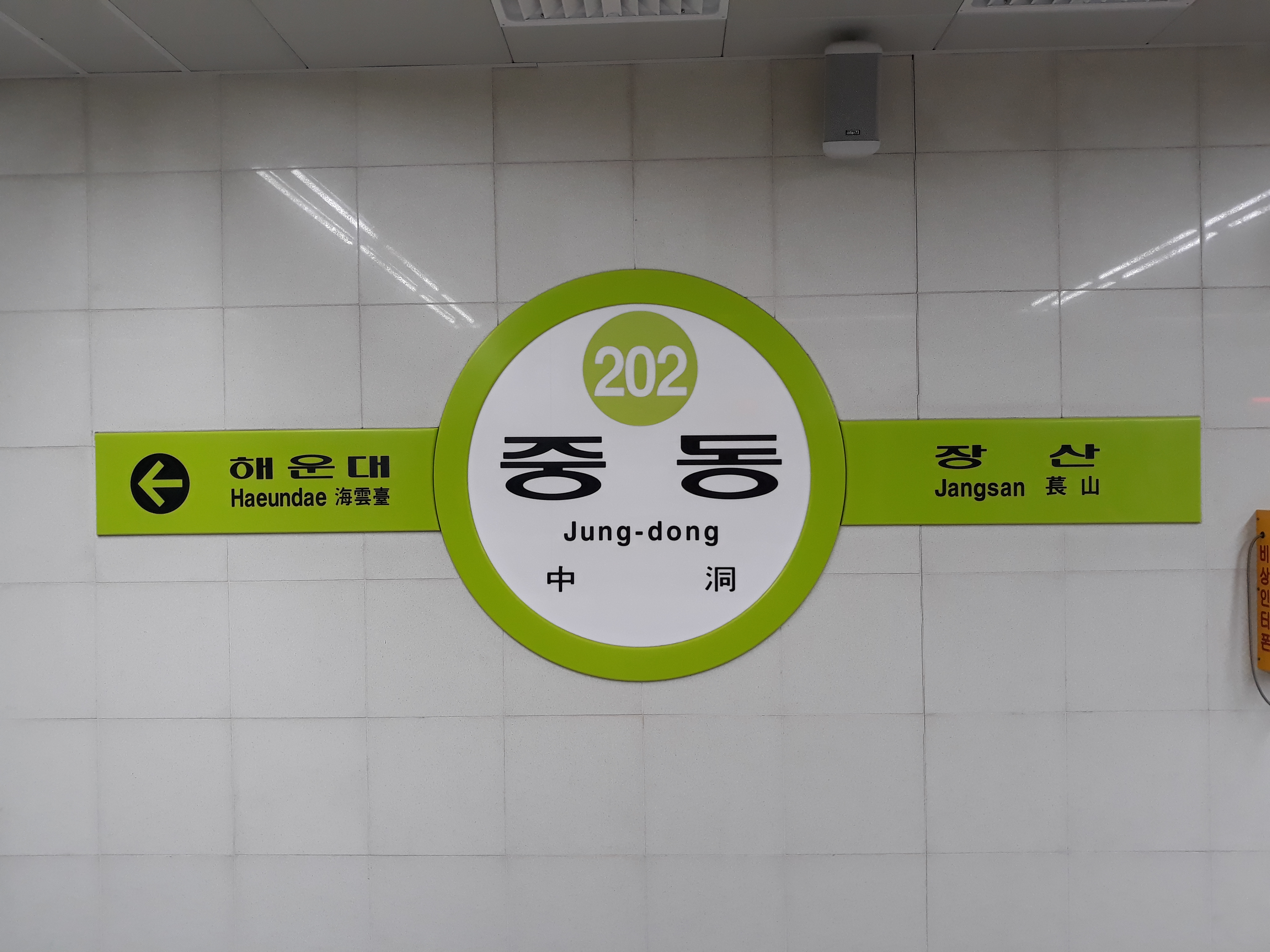
駅名標

### のりば
| 上り | 2号線 | 萇山方面 |
| 下り | 2号線 | 梁山方面 |

## 駅周辺
- イーマート海雲台店

## 歴史
- 2002年8月29日 - 開業。

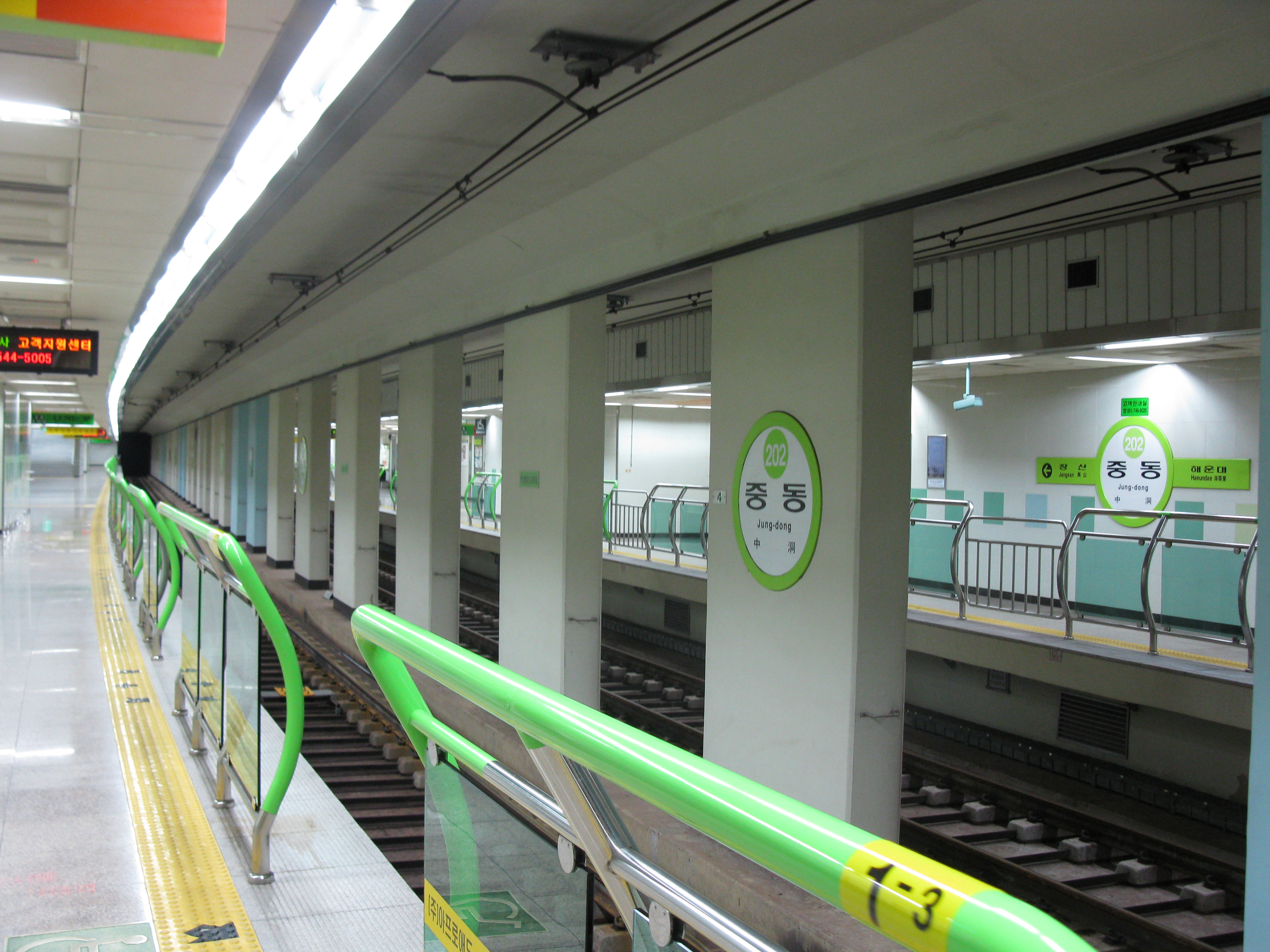
ホームドア設置前（2009年2月）

## 隣の駅
釜山交通公社
 2号線
萇山駅 (201) - 中洞駅 (202) - 海雲台駅 (203)